# Puchała (nazwisko)
Puchała – polskie nazwisko, nazwa osobowa i heraldyczna notowana od XV w.
Ponad 40% osób noszących to nazwisko mieszka na terenie od Górnego Śląska po okolice Kielc i Krakowa. Przypuszczalna liczba osób z tym nazwiskiem: 5760.